# ديفيد نافارو (لاعب كرة سلة)
ديفيد نافارو (بالإسبانية: David Navarro Brugal)‏ (17 مايو 1983 في إسبانيا - ) هو لاعب كرة سلة إسباني في مركز مدافع مسدد الهدف. لعب مع نادي أندورا لكرة السلة.

## وصلات خارجية
- ديفيد نافارو على موقع الدوري الإسباني لكرة السلة (الإسبانية)
- ديفيد نافارو على موقع كرة السلة الأوروبية.كوم (الإنجليزية)
- ديفيد نافارو على موقع ريلجم (الإنجليزية)
- ديفيد نافارو على موقع بروبوليرز (الإنجليزية)
- ديفيد نافارو على موقع سبورتس رفرنس (الإنجليزية)